# Марин Темперица
Марин Темперица — дубровницкий купец XVI века, иезуит и лингвист сербского происхождения.
В 1551 году, получив начальное образование в Дубровнике, начал работать купцом в османском Эялете Румелия, где шпионил в течение 24 лет. Темперица был одним из первых иезуитов в Константинополе после учреждения ордена. Он вернулся в Дубровник в 1575 году и продолжил свою работу в иезуитской религиозной конгрегации католической церкви.
В 1582 году Темперица написал отчёт кардиналу-иезуиту Клаудио Аквавиве, в котором настаивал на публикации словарей и грамматике на иллирийском языке. Он также хотел открыть семинарию в Дубровнике, где католическая религия преподается на штокавском наречие. Его наблюдения и требования вдохновили на публикацию первой грамматики славянского языка, опубликованной Бартолом Кашичем в Риме в 1604 году, грамматика которой легла в основу стандарта современного сербохорватского языка.